# Bonnie Wright
Bonnie Kathleen Wright (17 de febrer de 1991, Londres) és una actriu anglesa, coneguda per interpretar Ginny Weasley a les pel·lícules de Harry Potter.

## Biografia
Bonnie Wright va néixer a Londres, Regne Unit. Té un germà gran que es diu Lewis. Li agrada ballar, l'art, viatjar. Toca la flauta dolça, el piano i el saxòfon. Durant la gravació de Harry Potter i les relíquies de la Mort - Part 1 i Part 2, Wright començà els seus estudis a la University of the Arts de Londres per estudiar producció audiovisual.

## Filmografia
| Any  | Pel·lícula                                            | Personatge             | Notes                     |
| ---- | ----------------------------------------------------- | ---------------------- | ------------------------- |
| 2001 | Harry Potter i la pedra filosofal                     | Ginny Weasley          |                           |
| 2002 | Stranded                                              | La jove Sarah Robinson | Telefilm                  |
| 2002 | Harry Potter i la cambra secreta                      | Ginny Weasley          |                           |
| 2004 | Harry Potter i el pres d'Azkaban                      | Ginny Weasley          |                           |
| 2004 | Agatha Christie: A Life in Pictures                   | Jove Agatha Christie   | Telefilm                  |
| 2005 | Harry Potter i el calze de foc                        | Ginny Weasley          |                           |
| 2007 | Harry Potter i l'Orde del Fènix                       | Ginny Weasley          |                           |
| 2007 | The Replacements                                      | Vanessa                | Veu; TV; "London Calling" |
| 2009 | Harry Potter i el misteri del Príncep                 | Ginny Weasley          |                           |
| 2010 | Harry Potter i les relíquies de la Mort - Part 1      | Ginny Weasley          |                           |
| 2010 | Harry Potter and the Forbidden Journey (Curtmetratge) | Ginny Weasley          |                           |
| 2011 | Harry Potter i les relíquies de la Mort - Part 2      | Ginny Weasley          |                           |
| 2012 | Geography of the Hapless Heart                        | Mia                    | Postproducció             |
| 2012 | The Philosophers                                      | Georgina               | Postproducció             |
| 2012 | In Want Of A Wife                                     | Desconegut             | Postproducció             |

| Any  | Pel·lícula                                       | Personatge    | Notes |
| ---- | ------------------------------------------------ | ------------- | ----- |
| 2007 | Harry Potter i l'orde del Fènix                  | Ginny Weasley | Veu   |
| 2009 | Harry Potter i el misteri del príncep            | Ginny Weasley | Veu   |
| 2010 | Harry Potter i les relíquies de la Mort - Part 1 | Ginny Weasley | Veu   |
| 2011 | Harry Potter i les relíquies de la Mort - Part 2 | Ginny Weasley | Veu   |

| Any  | Pel·lícula                       | Personatge | Notes                    |
| ---- | -------------------------------- | ---------- | ------------------------ |
| 2012 | Separate We Come, Separate We Go | Debut      | Es va estrenar als BAFTA |

| Any  | Pel·lícula                       | Personatge | Notes |
| ---- | -------------------------------- | ---------- | ----- |
| 2012 | Separate We Come, Separate We Go | Debut      |       |